# Chant VI de l'Énéide
Le Chant VI de l’Énéide présente Énée allant voir la sibylle de Cumes pour savoir comment descendre aux Enfers et la descente aux Enfers d’Énée pour y consulter son père Anchise. Il est resté célèbre comme le chant iconique de l'eneide par son éloge pour Auguste que Virgile met en scène, constituant un parenthèse dans le récit qui justifie l'entreprise de propagande amorcée par le poète. 

## Rencontre de la sibylle

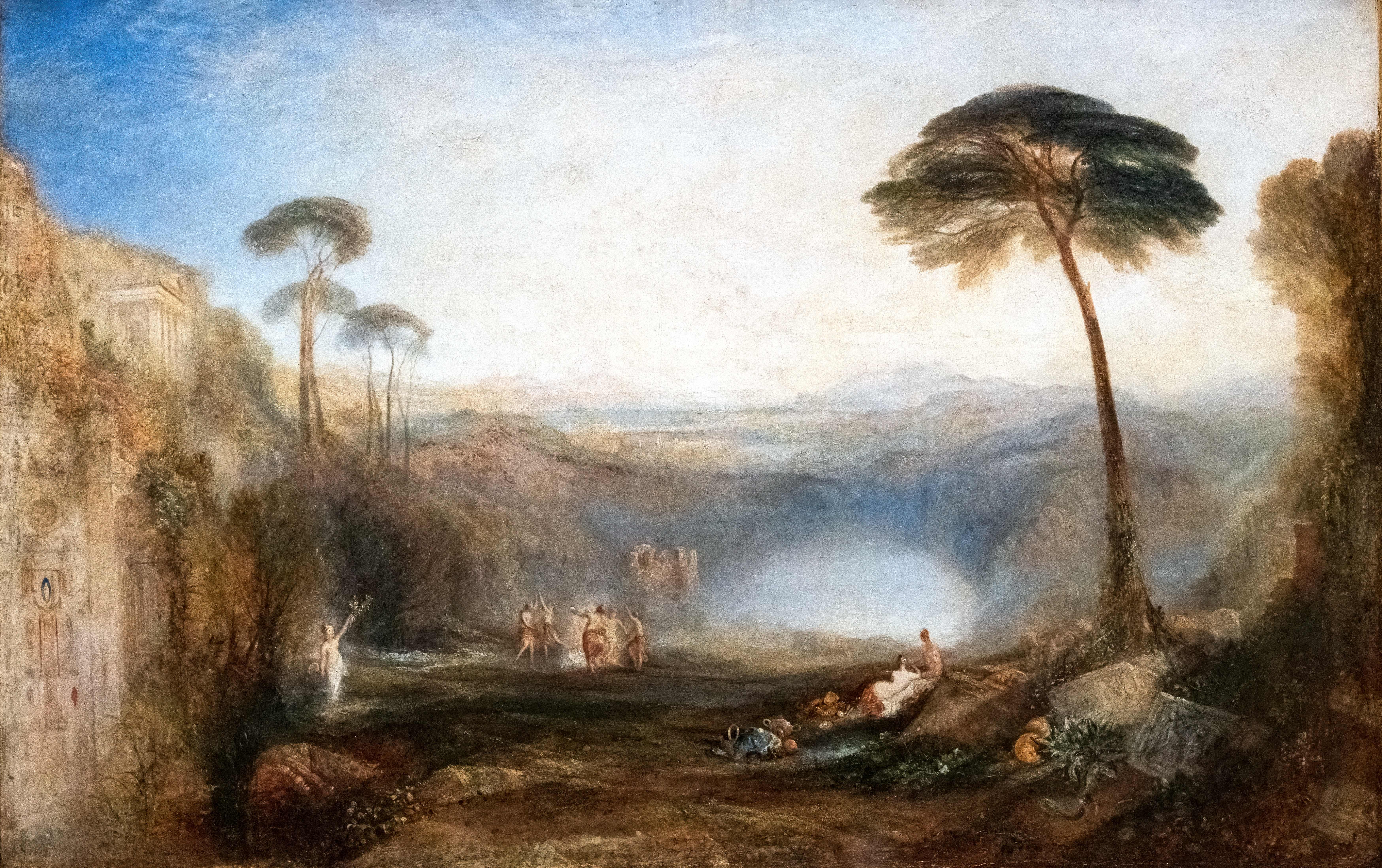
Le Rameau d'or, 1834
William Turner
Tate Britain, Londres

Énée, une fois arrivé à Cumes, se rend auprès de la sibylle. Elle lui déclare qu’il atteindra un jour ses objectifs, mais que pour cela il aura à livrer des guerres. Elle lui conseille aussi de ne jamais se décourager.
Énée annonce sa volonté de descendre aux Enfers afin de rendre visite à son père ; la sibylle accepte de lui montrer le chemin, après certains rituels, que la sibylle lui dit n’être efficaces que s’il n'offre pas les honneurs de la sépulture à Misène, compagnon d’Hector devenu trompette d’Énée à sa mort, qui s’est noyé près de cet endroit après une compétition de trompette avec le dieu de la mer Triton
Le peintre anglais William Turner représente la Sibylle lui donnant une branche dorée coupée dans un arbre sacré qu'il doit offrir à Proserpine.
Ils se rendent alors tous deux dans un lieu entouré par les ténèbres, où ils rencontrent les ombres de différents monstres de la mythologie.

## Les Enfers
Descendant au plus profond des entrailles de la terre, Énée et la Sibylle se trouvent devant le fleuve Styx, où ils rencontrent des âmes en errance. Énée interroge la Sibylle sur les fantômes, et elle lui répond qu’il s’agit des âmes des morts n'ayant pas reçu de sépulture, condamnées à errer 100 ans avant de pouvoir franchir le fleuve. 
Lorsqu'ils rencontrent le nocher des fleuves infernaux, Charon, qui a jadis laissé traverser quelques vivants de l’autre côté du Styx, celui-ci refuse d’embarquer Énée. La sibylle parvint à le convaincre, grâce au présage d’un rameau sacré offert lors d’un bon augure de Vénus à son fils, endort Cerbère, et les deux voyageurs abordent les mondes des Enfers :
- Le Champ des Pleurs, plaine peuplée par les âmes des morts prématurées (ce sont des Limbes, où se trouvent les sang de ses morts, condamnés à mort injustement, les suicidés, les décès par amour). Le Troyen revoit Phèdre, Pasiphaé, Laodamie, l’épouse de Protésilas ; et Didon, toujours en colère et rancunière, qui le fuit, va retrouver son premier amour, Sychée : leur amour n’est pas mort.

- Le Séjour des guerriers, où Énée rencontre Grecs et Troyens qui avaient participé à la guerre de Troie : les premiers se retirent, les seconds entourent Énée. Là, il reconnait Tydée et Adraste[3]. Il parle aussi avec Déiphobe, qui lui raconte comment Ménélas l’a tué dans son sommeil, de concert avec Hélène, épousée en secondes noces à la mort de Pâris.

- Le Tartare, présidé par Rhadamanthe, un des trois juges des Enfers. La Tartare est le lieu des âmes damnées éternellement pour une vie criminelle (meurtres, incestes, trahisons, etc.). Énée y voit les Aloades, Salmonée, ou encore Ixion et Pirithoos, Tityos, etc.

- Enfin, les Champs-Élysées, lieu accueillant les initiés aux mystères orphiques et les âmes des personnes qui ont eu, sur terre, une vie méritante et vertueuse. Ce lieu connaît un éternel printemps et possède son propre soleil et ses propres étoiles[4]. Énée y aperçoit Orphée, Musée et des inconnus, s’adonnant à des jeux, des danses, et des chants. Il y trouve aussi son père[5].

### Énée rencontre son père
Anchise, occupé à compter le nombre des âmes prêtes à se réincarner en la descendance d’Énée, retrouve son fils avec bonheur. Il explique à son fils que les âmes des enfers, après une purification de mille ans, reviennent parfois sur terre, mais doivent pour cela franchir le Léthé et en boire les eaux, qui leur feront tout oublier de leur vie antérieure. Ensuite, il présente à Énée ses descendants, dont il voit déjà l'avenir : les rois d’Albe, Romulus et ses successeurs, Brutus l’Ancien, Pompée, Jules César et enfin Auguste. Rassuré sur son avenir, Énée décide de quitter Anchise et de remonter à la surface. La Sibylle et le héros remontent chez les mortels par la porte d'ivoire de la demeure du Sommeil. Puis, rejoignant ses compagnons, Énée fait mettre les voiles en direction du Latium.

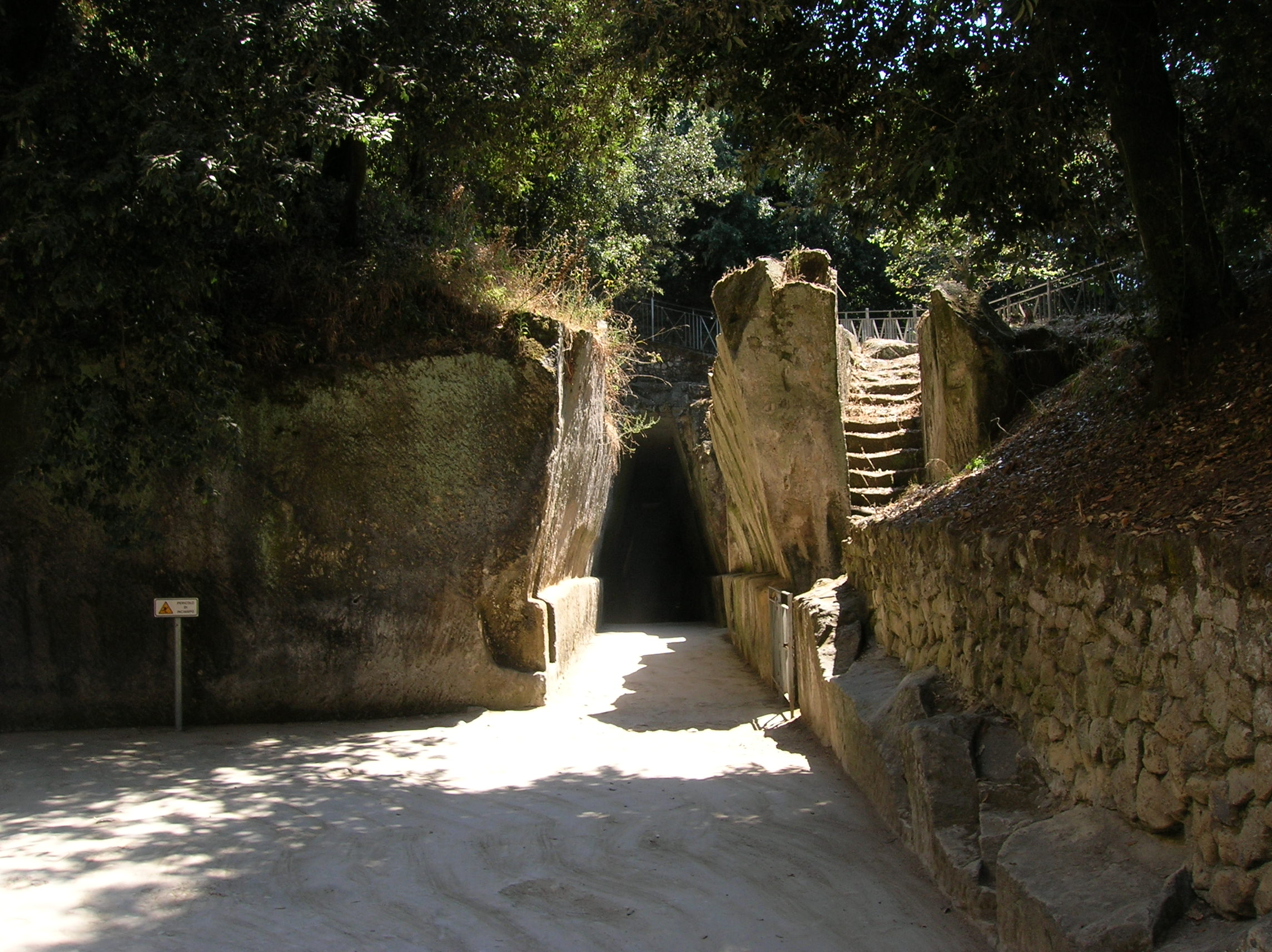
Antre de la sibylle de Cumes.